# Anlaufstromgesetz
Das Anlaufstromgesetz beschreibt das Verhalten von Vakuum-Elektronenröhren mit Glühkathode bei negativen Gitterspannungen; mit Gitter ist hier jede kalte Elektrode wie Steuergitter, Schirmgitter oder Anode gemeint.

## Beschreibung
Bei 0 V Gitterspannung lässt sich ein kleiner Gitterstrom {\displaystyle I_{0}} messen. Ursache sind die von der Kathode ausgestoßenen negativ geladenen Elektronen.
Müssen die Elektronen gegen ein abstoßend gepoltes Gitter anlaufen, so ist der Strom noch kleiner, denn Elektronen mit weniger Energie als {\displaystyle eU} (–e ist die Ladung des Elektrons und U<0 die Spannung des Gitters bezogen auf die Kathode) können das Gitter nicht erreichen und fallen auf die Kathode zurück.
Der Anteil der Elektronen mit höherer elektrischer Energie als {\displaystyle eU} (und damit der Gitterstrom {\displaystyle I}) sinkt exponentiell mit der Gitterspannung:
{\displaystyle I=I_{0}\cdot e^{\frac {eU}{k_{\mathrm {B} }T}}}
mit
- dem Boltzmann-Faktor {\displaystyle e^{\frac {eU}{k_{\mathrm {B} }T}}}
  - der Elementarladung {\displaystyle e}
  - der Gitterspannung {\displaystyle U<0}
  - der Boltzmann-Konstante {\displaystyle k_{\mathrm {B} }}
  - der absoluten Temperatur {\displaystyle T}

({\displaystyle k_{\mathrm {B} }T} ist die thermische Energie).

## Beispiel
Für eine Oxidkathode mit einer Temperatur von 1100 K gilt:
| U      | I          |
| ------ | ---------- |
| 0 V    | 100 %·I0   |
| −0,1 V | 35 %·I0    |
| −0,2 V | 12 %·I0    |
| −1 V   | 0,003 %·I0 |

Die leistungslose Steuerung von Elektronenröhren ist also nur bei Gitterspannungen kleiner −1 V gegeben. Die üblichen Verstärkerschaltungen mit Röhren arbeiten mit solch kleinen Gitterspannungen. Eine Ausnahme bildet das Gitteraudion, bei dem die Gitterspannung ungefähr 0 V beträgt.

## Zusammenhang mit dem Raumladungsgesetz
Das Anlaufstromgesetz wird ergänzt durch das Raumladungsgesetz für positive Gitterspannungen. Für U = 0 V widersprechen sich beide Gesetze: nach dem Anlaufstromgesetz ist der Strom gleich I0 und nach dem Raumladungsgesetz gleich 0. Die reale Kennlinie einer Elektronenröhre zeigt eine Überlagerung. Bevor der maximale negative Gitterstrom laut Anlaufstromgesetz bei 0 V erreicht wird, biegt die Kennlinie in Richtung positiver Gitterstrom.
Bei einer gewissen Gitterspannung größer −2 V ist deshalb der Gitterstrom wieder 0. Dieser Arbeitspunkt ergibt bei einem Gitteraudion die geringste Belastung des Schwingkreises. Der Arbeitspunkt hängt von der Röhre ab: bei der Triode UX199 liegt er bei −1,1 V, bei der Triode KC1 bei −0,6 V und bei der Triode RE134 bei −0,03 V.